# سان خابیر
سان خابیر (به اسپانیایی: San Javier) یکی از شهرداری‌های کومارکای شرقی و در بخش خودمختار مورسیا در کشور اسپانیا قرار دارد. تا سال ۲۰۱۲ مساحت این شهرداری ۷۴ کیلومتر مربع و جمعیت آن ۳۲۶۴۱ تَن می‌باشد.